# 島野尚三
島野 尚三（しまの しょうぞう、1928年1月3日 - 2002年6月15日）は、日本の経営者。シマノ社長を務めた。

## 来歴・人物
大阪府出身。父親はシマノ創業者の島野庄三郎で、三兄弟の長男（次男が島野敬三、三男が島野喜三）として生まれる。
1944年に旧制堺中学校(現在の大阪府立三国丘高等学校)を卒業し、1946年に島野工業(現在のシマノ)に入社。常務を経て、1958年9月に父・庄三郎の逝去に伴い社長に就任した。当時のシマノは売上高7億円弱の赤字会社で、誰も社長の座に手を挙げなかった中、唯一人「3年で黒字化するから、その間は自分の言う事を聞いてほしい」として社長に就任し、本当に3年で経営を黒字に転換させた。
1992年2月に会長に就任。1988年5月に日本自転車工業会理事長に就任。
2002年6月15日、心不全のために死去。74歳没。
息子に、後にシマノ社長・会長となった島野容三がいる。